# El Show de Benni
El Show de Benni fue un late show emitido por el canal UCV TV, y era conducido por el italiano Gabriele Benni.
Emitido los sábados a la medianoche, era un programa mayormente de humor donde Benni interactuaba  con personas desconocidas, pero que tenían alguna gracia o anécdota. Por lo raro del programa, rápidamente se convirtió en un programa de culto.
Durante su emisión UCV TV pasaba por una grave crisis económica, siendo el programa de Benni un éxito de audiencia. Pese a ser un programa de entrevistas, en realidad el italiano Benni se valía de las intervenciones para contar con picardía y su español marcado por un fuerte acento italiano las anécdotas e historias de sus vida.
El mismo conductor señaló que "No es un programa de conversación, quiero hacer humor más que hablar de cosas serias". Otro distintivo del programa era el lenguaje con frecuentes chilenismos y garabatos de Benni, propios del español chileno, que  se pronunciaban evitando caer en la vulgaridad o el insulto al público. Esta particular forma de conducir el programa, que rompió las convenciones de la televisión chilena de esa época, fue criticada por la prensa, que la calificaba como  "excesiva verbosidad".
La positiva audiencia del programa le permitió a Benni ser invitado a los estelares de los canales más importantes de la televisión chilena de la época y posteriormente desarrollar un show con sus historias. A su vez fue también objeto de la atención de importantes medios de Italia, tales como La Stampa.